# Brest Challenger
Il Brest Challenger è un torneo professionistico di tennis giocato su campi in cemento indoor che fa parte dell'ATP Challenger Tour. Si tiene annualmente alla Brest Arena di Brest in Francia. Inaugurato nel 1988, si è giocato ininterrottamente fino al 2000; il torneo è stato sospeso per undici anni e ripristinato nel 2015.
Il torneo non è mai stato vinto due volte dallo stesso tennista nel singolare. Mentre nel doppio due tennisti,  Martin Damm e Sander Arends hanno vinto due titoli.

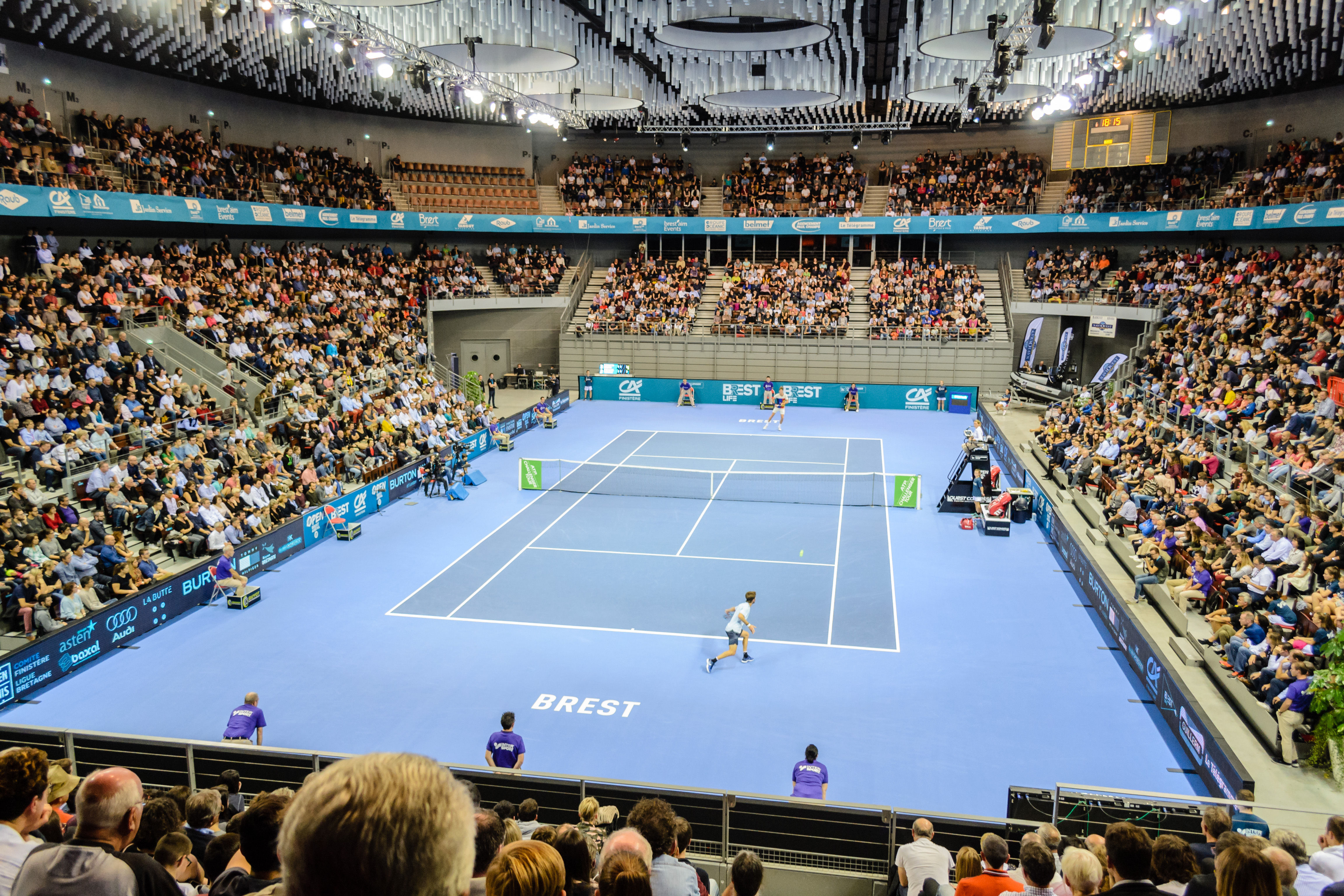
La Brest Arena durante la finale del 2017 tra Moutet e Tsitsipas

## Albo d'oro

### Singolare
| Anno       | Campione          | Finalista             | Punteggio        |
| ---------- | ----------------- | --------------------- | ---------------- |
| 2024       | Otto Virtanen     | Benjamin Bonzi        | 6–4, 4–6, 7–6(6) |
| 2023       | Pedro Martínez    | Benjamin Bonzi        | 7–6(6), 7–6(1)   |
| 2022       | Grégoire Barrère  | Luca Van Assche       | 6–3, 6–3         |
| 2021       | Brandon Nakashima | João Sousa            | 6–3, 6–3         |
| 2020       | Non disputato     | Non disputato         | Non disputato    |
| 2019       | Ugo Humbert       | Evgenij Donskoj       | 6–2, 6–3         |
| 2018       | Hubert Hurkacz    | Ričardas Berankis     | 7–5, 6–1         |
| 2017       | Corentin Moutet   | Stefanos Tsitsipas    | 6–2, 7–6(8)      |
| 2016       | Norbert Gombos    | Yannik Reuter         | 7–5, 6–2         |
| 2015       | Ivan Dodig        | Benoît Paire          | 7–5, 6–1         |
| 2014- 2003 | Non disputato     | Non disputato         | Non disputato    |
| 2002       | Irakli Labadze    | Paradorn Srichaphan   | 6–4, 7–5         |
| 2001       | Non disputato     | Non disputato         | Non disputato    |
| 2000       | Michel Kratochvil | Johan Settergren      | 3–6, 6–4, 7–6(2) |
| 1999       | Roger Federer     | Maks Mirny            | 7–6, 6–3         |
| 1998       | Jérôme Golmard    | Jean-Baptiste Perlant | 6–4, 6–4         |
| 1997       | Johan Van Herck   | Sébastien Grosjean    | 4–6, 6–2, 6–4    |
| 1996       | Guillaume Raoux   | Karol Kučera          | 6–4, 4–6, 6–1    |
| 1995       | Andrej Česnokov   | Jérôme Golmard        | 6–4, 6–3         |
| 1994       | Jeremy Bates      | Lionnel Barthez       | 6–3, 6–1         |
| 1993       | Jonathan Stark    | Guillaume Raoux       | 7–6, 6–3         |
| 1992       | Marcos Ondruska   | Bernd Karbacher       | 5–7, 6–3, 6–0    |
| 1991       | Fabrice Santoro   | Cédric Pioline        | 6–4, 7–5         |
| 1990       | Cédric Pioline    | Richard Krajicek      | 6–3, 6–4         |
| 1989       | Veli Paloheimo    | Olivier Delaître      | 6–2, 6–2         |
| 1988       | Luke Jensen       | Stéphane Grenier      | 4–6, 6–3, 6–4    |

### Doppio
| Anno       | Campioni                            | Finalisti                              | Punteggio           |
| ---------- | ----------------------------------- | -------------------------------------- | ------------------- |
| 2024       | Nicolás Barrientos Skander Mansouri | Jakub Paul Matěj Vocel                 | 7–5, 4–6, [10–5]    |
| 2023       | Yuki Bhambri Julian Cash            | Robert Galloway Albano Olivetti        | 6(5)–7, 6–3, [10–5] |
| 2022       | Viktor Durasovic Otto Virtanen      | Filip Bergevi Petros Tsitsipas         | 6–4, 6–4            |
| 2021       | Sadio Doumbia Fabien Reboul         | Salvatore Caruso Federico Gaio         | 4–6, 6–3, [10–3]    |
| 2020       | Non disputato                       | Non disputato                          | Non disputato       |
| 2019       | Denys Molčanov Andrėj Vasileŭski    | Andrea Vavassori David Vega Hernández  | 6–3, 6–1            |
| 2018       | Sander Gillé Joran Vliegen          | Leander Paes Miguel Ángel Reyes Varela | 3–6, 6–4, [10–2]    |
| 2017       | Sander Arends (2) Antonio Šančić    | Scott Clayton Divij Sharan             | 6–4, 7–5            |
| 2016       | Sander Arends (1) Mateusz Kowalczyk | Marco Chiudinelli Luca Vanni           | 6(2)–7, 6–3, [10–5] |
| 2015       | Wesley Koolhof Matwé Middelkoop     | Ken Skupski Neal Skupski               | 3–6, 6–4, [10–6]    |
| 2014- 2003 | Non disputato                       | Non disputato                          | Non disputato       |
| 2002       | Ben Ellwood Stephen Huss            | Jonathan Erlich Andy Ram               | 6–1, 6–4            |
| 2001       | Non disputato                       | Non disputato                          | Non disputato       |
| 2000       | Tuomas Ketola Laurence Tieleman     | František Čermák Ota Fukárek           | 7–6(5), 1–6, 6–3    |
| 1999       | Martin Damm (2) Maks Mirny          | Rodolphe Gilbert Lionel Roux           | 4–6, 6–1, 6–4       |
| 1998       | Neville Godwin Marcos Ondruska      | Justin Gimelstob Brian MacPhie         | 6–4, 5–7, 6–4       |
| 1997       | Dave Randall Jack Waite             | John-Laffnie de Jager Robbie Koenig    | 3–6, 7–6, 6–4       |
| 1996       | Donald Johnson Mark Keil            | Kelly Jones Dave Randall               | 6–4, 6–2            |
| 1995       | Olivier Delaître Guillaume Raoux    | Kent Kinnear Dave Randall              | 7–5, 6–7, 6–4       |
| 1994       | Trevor Kronemann David Macpherson   | Bryan Shelton Kevin Ullyett            | 6–1, 6–4            |
| 1993       | Ellis Ferreira Grant Stafford       | Mike Briggs Trevor Kronemann           | 2–6, 7–5, 7–5       |
| 1992       | Marius Barnard Brent Haygarth       | Ģirts Dzelde Bent-Ove Pedersen         | 6–2, 7–6            |
| 1991       | Lars Koslowski Arne Thoms           | Patrik Kühnen Alexander Mronz          | 6–2, 1–6, 6–3       |
| 1990       | Martin Damm (1) Ģirts Dzelde        | Wayne Ferreira Piet Norval             | 6–4, 6–4            |
| 1989       | Patrick Galbraith Joey Rive         | Olivier Delaître Thierry Tulasne       | 6–4, 6–1            |
| 1988       | John Letts Bruce Man Son Hing       | Thierry Champion François Errard       | 6–3, 6–3            |